# Venus Lacy
Venus Milette Lacy (Chattanooga, 9 februari 1967) is een voormalig Amerikaans basketballer. Zij won met het Amerikaans basketbalteam de gouden medaille op de Olympische Zomerspelen 1996.
Lacy speelde voor het team van de Louisiana Tech University, waar ze in 1988 het landelijke NCAA-kampioenschap won. Ze begon haar professionele carrière in Europa, voordat ze in 1996 in de American Basketball League voor de Seattle Reign ging spelen. In 1999 maakte zij haar WNBA-debuut bij New York Liberty. In totaal speelde zij 2 seizoenen in de WNBA. 
Tijdens de Olympische Zomerspelen 1996 speelde zij 8 wedstrijden, inclusief de finale tegen Brazilië. Gedurende deze wedstrijden scoorde zij 53 punten. Ook won ze met het nationale team brons op de Pan-Amerikaanse Spelen 1991.
Lacy werd in 2009 toegevoegd aan de Women’s Basketball Hall of Fame.